# 산만고술칼로레
산만고술칼로레(이탈리아어: San Mango sul Calore)는 이탈리아 캄파니아주 아벨리노도의 코무네다.